# Jouglovka
Jouglovka je vrchol v Křivoklátské vrchovině o nadmořské výšce 563 metrů a přírodní rezervace zahrnující její vrcholový prostor.

## Přírodní rezervace
Přírodní rezervace byla vyhlášena roku 1984 a nachází se na území chráněné krajinné oblasti Křivoklátsko u obce Kublov. Důvodem ochrany je buližníkový kamýk s přirozenou flórou.

## Vrchol
Vrchol Jouglovky se nalézá v geomorfologickém celku Křivoklátská vrchovina, podcelku Zbirožská vrchovina, okrsku Hudlická vrchovina a podokrsku Líšenská vrchovina.